# Christensenia lobbiana
Christensenia lobbiana là một loài dương xỉ trong họ Marattiaceae. Loài này được Rolleri mô tả khoa học đầu tiên năm 1993.
Danh pháp khoa học của loài này chưa được làm sáng tỏ. 